# Splenectomie
Splenectomie (of miltextirpatie, miltresectie) is een operatieve ingreep waarbij de milt in zijn geheel wordt verwijderd.
De milt wordt operatief verwijderd wanneer deze bijvoorbeeld bij een ernstig ongeval gescheurd is (miltruptuur). De milt is een bloedrijk orgaan en een scheuring leidt tot veel bloedverlies, waardoor de patiënt uiteindelijk kan overlijden. Ook bij sommige ziekten kan het nodig zijn de milt te verwijderen. Na de operatie kan men over het algemeen verder leven, maar wel met een verminderde weerstand.
De ingreep duurt over het algemeen zo'n anderhalf tot twee uren. Met alle voorbereidingen en het uitwerken van de narcose neemt de ingreep ongeveer drie uren in beslag. De pijn na de ingreep is meestal na 48 uren onder controle; patiënten kunnen vaak al naar huis binnen drie dagen, tenzij een complicatie optreedt.
Bij een persoon zonder milt is sprake van asplenie.
Eens per anderhalf uur komt het bloed door de milt. Daar stroomt het langs T-lymfocyten. Deze T-lymfocyten, ook wel T-cellen genoemd, 'bekijken' het hele bloed om te zien of er een indringer in is gekomen. Als zo'n indringer, bijvoorbeeld een bacterie, is opgespoord, wordt die gepresenteerd aan de B-lymfocyten in de milt. B-cellen kunnen zich dan ontwikkelen tot plasmacellen, die antistoffen kunnen produceren. De antistoffen (van het type IgM) gaan het bloed in en binden dan aan alle indringers van hetzelfde soort en zorgen dat ze vernietigd worden.
Vele bacteriën die het lichaam binnenkomen kunnen door andere delen van het immuunsysteem worden uitgeschakeld. Een belangrijk voorbeeld hiervan is fagocytose; de bacterie wordt dan als het ware opgegeten door cellen van het immuunsysteem.
Na het verwijderen van de milt kunnen gekapselde bacteriën niet meer worden gefagocyteerd. Het is alsof zij een harde ruwe schil hebben, waardoor de afweercellen ze niet kunnen opeten. Als deze bacteriën in het lichaam komen, kunnen zij zich ongestoord gaan vermenigvuldigen, waardoor deze mensen ernstig ziek kunnen worden. Tegen een van deze bacteriën, de pneumokok, bestaat een vaccin (Pneumovax) dat gegeven wordt na een splenectomie. Deze vaccinatie dient in principe om de 5 jaar herhaald te worden.
Na de ingreep wordt de patiënt geacht feneticilline te gebruiken voor een periode van twee jaar.
Vanwege de verminderde weerstand van een persoon zonder milt wordt ook een medische indicatie voor de jaarlijkse griepprik gegeven.

## Complicaties
Normaliter "kleeft" de milt min of meer aan de maag en de dikke darm, daarom kan tijdens de operatie schade ontstaan aan de maag of dikke darm. De patiënt wordt daarom meestal enkele dagen in het ziekenhuis gehouden ter observatie (en voor de reguliere pijnbestrijding na de operatie), zodat een eventueel abces tijdig behandeld kan worden.
Ook kan door schade aan omliggende bloedvaten (voornamelijk bloedvaten tussen de milt en dikke darm) of schade aan de milt, bloedverlies optreden, waardoor een bloedtransfusie tijdens de operatie noodzakelijk kan zijn.
Soms treedt een ontsteking op in het operatiegebied.
Bij een kijkoperatie wordt doorgaans koolzuurgas ingebracht in de buikholte: dit koolzuurgas kan na de operatie pijn veroorzaken in het middenrif en de linker schouder. Deze pijn is echter onschuldig en verdwijnt meestal binnen enkele dagen.
Sommige patiënten lopen tijdens de operatie een longontsteking op. In een uitzonderlijk geval verloopt de longontsteking zodanig heftig dat de patiënt opgenomen moet worden op de intensive care van het ziekenhuis.